# Gibiteca de Curitiba
Gibiteca de Curitiba é uma gibiteca brasileira fundada em 15 de outubro de 1982 na cidade de Curitiba, sendo a primeira instituição deste tipo no Brasil e na América Latina.

## Idealização
O espaço foi idealizado pelo arquiteto e colecionador de quadrinhos Key Imaguire Jr. em 1976, quando teve a ideia de criar uma biblioteca exclusiva para gibis devido a já existir uma grupo de pessoas interessadas em trocar informações sobre quadrinhos e assuntos relacionados. O projeto foi finalmente concretizado em 1982, com a Gibiteca de Curitiba sendo inaugurada em um espaço na Galeria Schaffer.

## Sede
O projeto inicial para a Gibiteca de Curitiba foi um edifício grandioso projetado pelo arquiteto Domingos Bongestabs que seria localizado onde posteriormente foi construída a Rua 24 Horas. Este projeto, contudo, embora tenha sido apresentado ao então prefeito Jaime Lerner e contasse com apoio de diversas pessoas, não saiu do papel. Com isso, a Gibiteca instalou-se inicialmente em um dos espaços culturais da Galeria Schaffer.
Em 1989, por conta da realização do 1º Festival do Gibi de Curitiba, a sede da Gibiteca foi transferida para a Casa da Baronesa no Solar do Barão. Em 1998, devido a reformas no Solar do Barão, a Gibiteca foi transferida provisoriamente para a sede da Fundação Cultural de Curitiba, ocupando o Teatro do Piá. Quatro meses depois voltou ao Solar, mas como as reformas não haviam terminado, foi alocada em um espaço pequeno, que não permitia sequer a instalação de seu mobiliário e acervo.
A Gibiteca de Curitiba quase fechou definitivamente por falta de condições de desenvolver suas atividades e atender o público. Porém, uma mobilização de quadrinistas ajudou a sensibilizar a população quanto ao descaso que a instituição estava sofrendo. Quando a reforma finalmente terminou, a Casa da Baronesa, onde ficava originalmente a Gibiteca, passou a ser sede do Museu de Fotografia, sendo a Gibiteca instalada na garagem do Solar do Barão. O local, que deveria ser provisório, manteve-se como sua sede até 2016, quando, por pressão de artistas e produtores culturais, voltou à Casa da Baronesa.
Em 2018, em decorrência do aumento de público e de atividades da Gibiteca, o espaço foi ampliado com a criação de uma incubadora digital feita com equipamentos doados pela comunidade.

## Pioneirismo
Além de ser a primeira gibiteca do Brasil, alguns pesquisadores, como Waldomiro Vergueiro, defendem que a Gibiteca de Curitiba seria também a primeira do mundo, pois as bibliotecas especializadas em quadrinhos dos Estados Unidos, que antecederam a instituição brasileira, eram voltadas apenas a pesquisadores, sendo a Gibiteca de Curitiba a primeira do tipo voltada ao público geral. Além disso, na Europa todas as experiências similarem foram feitas depois de 1982.

## Acervo e atividades
Ainda em 1982, quando de sua fundação, a Gibiteca recebeu uma grande doação de quadrinhos da EBAL, então a maior editora de quadrinhos do Brasil. Aos poucos, o local foi alcançando não apenas leitores de quadrinhos, mas também pessoas relacionadas com outras linguagens, como charge, cartum, literatura, animação e cinema, além de jogadores de RPG, cosplayers e fãs de outros produtos culturais. Com a mudança de sede em 1989, foi possível ampliar as atividades, incluindo exposições, cursos e oficinas.
Atualmente, a Gibiteca de Curitiba conta com uma biblioteca com acervo de 35 mil histórias em quadrinhos dos mais variados gêneros, como infantis, super-heróis, humor, terror, cartuns, fanzines, mangás e exemplares estrangeiros. Além disso, também realiza atividades como exposições, concursos, encontros com profissionais, palestras, eventos de RPG, feiras de gibis, cursos, oficinas e workshops. A instituição também tem um centro de formação que oferece semestralmente cursos de quadrinhos e mangá, com diversas turmas e abertos para toda a comunidade.

## Prêmios e homenagens
Em 1997, a então coordenadora da instituição, Márcia Squiba, organizou uma edição especial da revista Metal Pesado em homenagem aos 15 anos da Gibiteca de Curitiba. A revista, que reuniu 24 autores da cidade e deu origem ao super-herói Gralha, inspirado na gralha-azul, ave símbolo da cidade, a revista ganhou no ano seguinte o Troféu HQ Mix na categoria "melhor edição especial". Durante vinte anos, esta edição foi distribuída gratuitamente na Gibiteca, até esgotar toda sua tiragem original.
Em 2017, como parte da comemoração pelos 35 anos da Gibiteca, foi lançado o livro A História dos Quadrinhos e da Gibiteca de Curitiba (editora Estronho), escrito por Fulvio Pacheco, coordenador da instituição. O livro conta a história da Gibiteca e também sobre o crescimento da produção de quadrinhos na cidade, para o qual a Gibiteca foi de grande importância.